# 30. inženirska brigada (ZDA)
30. inženirska brigada (izvirno angleško 30th Engineer Brigade) je bila inženirska brigada Kopenske vojske Združenih držav Amerike.

## Odlikovanja
- Predsedniška omemba enote
- Predsedniška omemba enote
- 3x Meritorious Unit Commendation
- Croix de Guerre s palmo
- Fourragere